# Kościół Wniebowzięcia Najświętszej Maryi Panny w Haczowie
Kościół Wniebowzięcia Najświętszej Maryi Panny i św. Michała Archanioła – późnogotycki drewniany kościół pod wezwaniem Wniebowzięcia Najświętszej Maryi Panny i św. Michała Archanioła, znajdujący się w miejscowości Haczów.
Kościół w Haczowie jest największym gotyckim drewnianym kościołem w Europie i jednocześnie jednym z najstarszych kościołów drewnianych konstrukcji zrębowej w Polsce. Został włączony do szlaku architektury drewnianej województwa podkarpackiego (Trasa I – Krośnieńsko-Brzozowska).
W 2003 obiekt wpisano na listę światowego dziedzictwa UNESCO.
W pobliżu kościoła znajduje się nowy kościół.

## Historia
Kościół w Haczowie wzniesiony został w pierwszej połowie XV w. W 1494 ozdobiony monumentalną polichromią. Uszkodzony znacznie w czasie najazdu Tatarów w 1624. Następnie gruntownie odnowiony i rozbudowany. Powstała wówczas wieża–dzwonnica, wieżyczka na sygnaturkę, dodano soboty, wykonano koliste otwory okienne w nawie, zbudowano ziemny wał obronny. W czasie remontu w latach 1784–1789 powiększono zakrystię, zbudowano nowe soboty, do nawy dobudowano kaplicę Matki Boskiej fundacji Urbańskich, ufundowano nowe wyposażenie świątyni. Około 1864 położono nową polichromię. Po wybudowaniu nowego kościoła (w 1944 r.) stara świątynia stała opuszczona. W latach 1948–1980 administrowana była przez państwo. Od 1980 ponownie w posiadaniu parafii. Wówczas rozpoczęto kompleksowe prace renowacyjne. W 1999 została ukończona konserwacja gotyckich desek stropowych prowadzona przez Barbarę Czajkowską-Palusińską i Sławomira Stępnia, a w 2000 ukończono aranżację konserwatorską stropu w nawie kościoła według projektu prof. Gadomskiego i dr. Korneckiego. 13 listopada 2000 r. rekonsekrowano świątynię. W latach 2006–2009 wymieniono gonty dachowe.
Kościół znalazł się na wizerunku monet: 2- i 20-złotowych wyemitowanych przez Narodowy Bank Polski 13 września 2006.

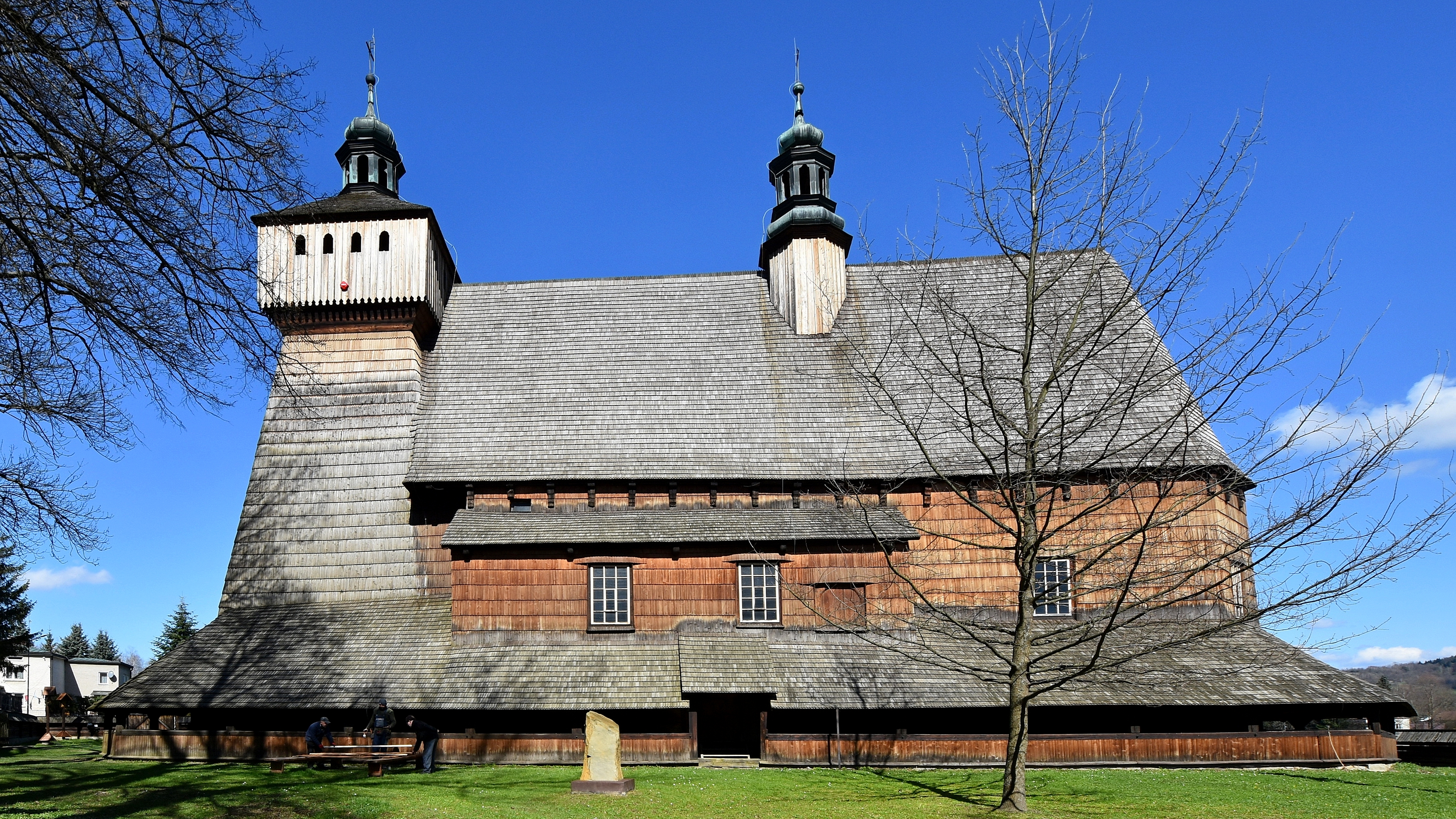
Elewacja południowa
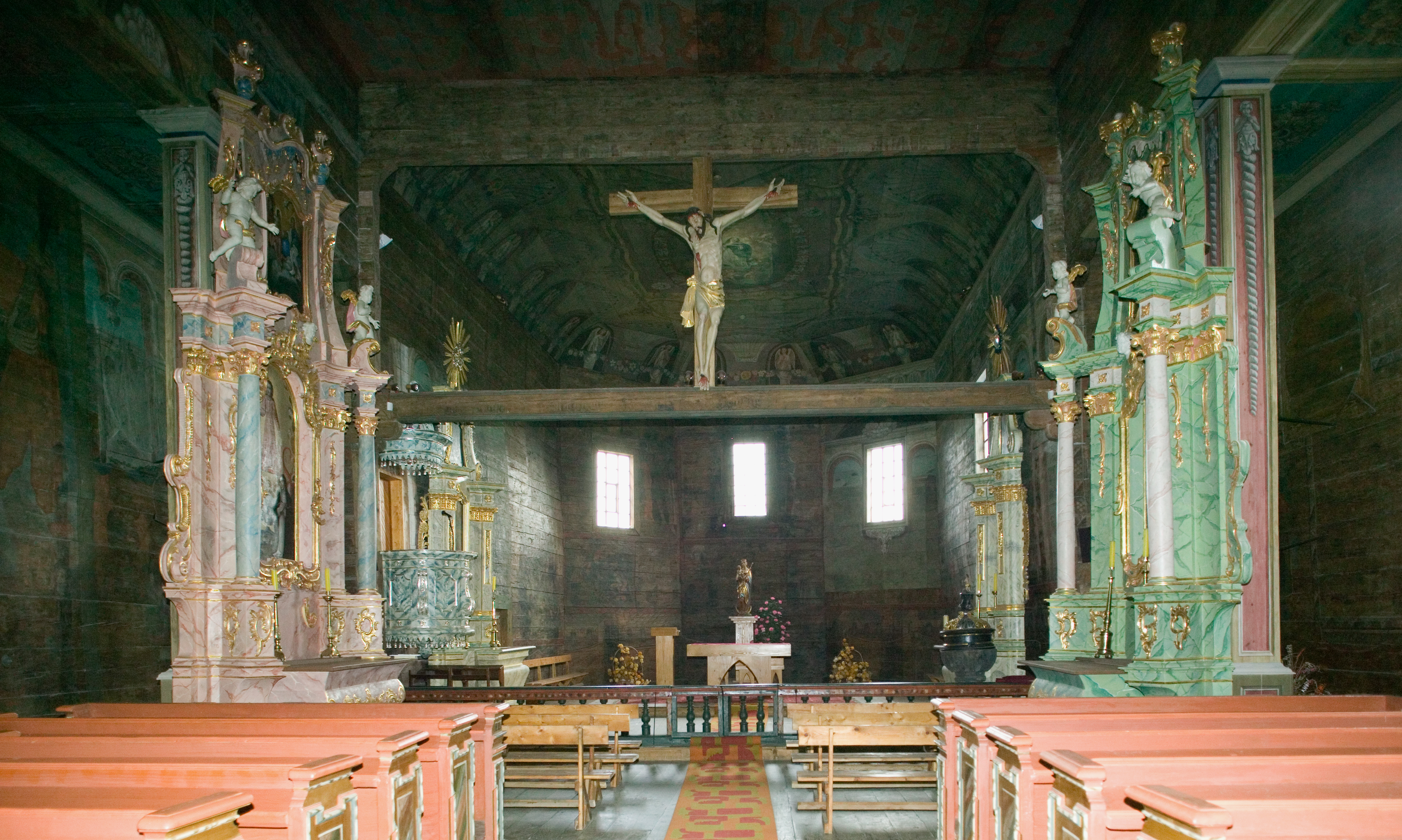
Wnętrze
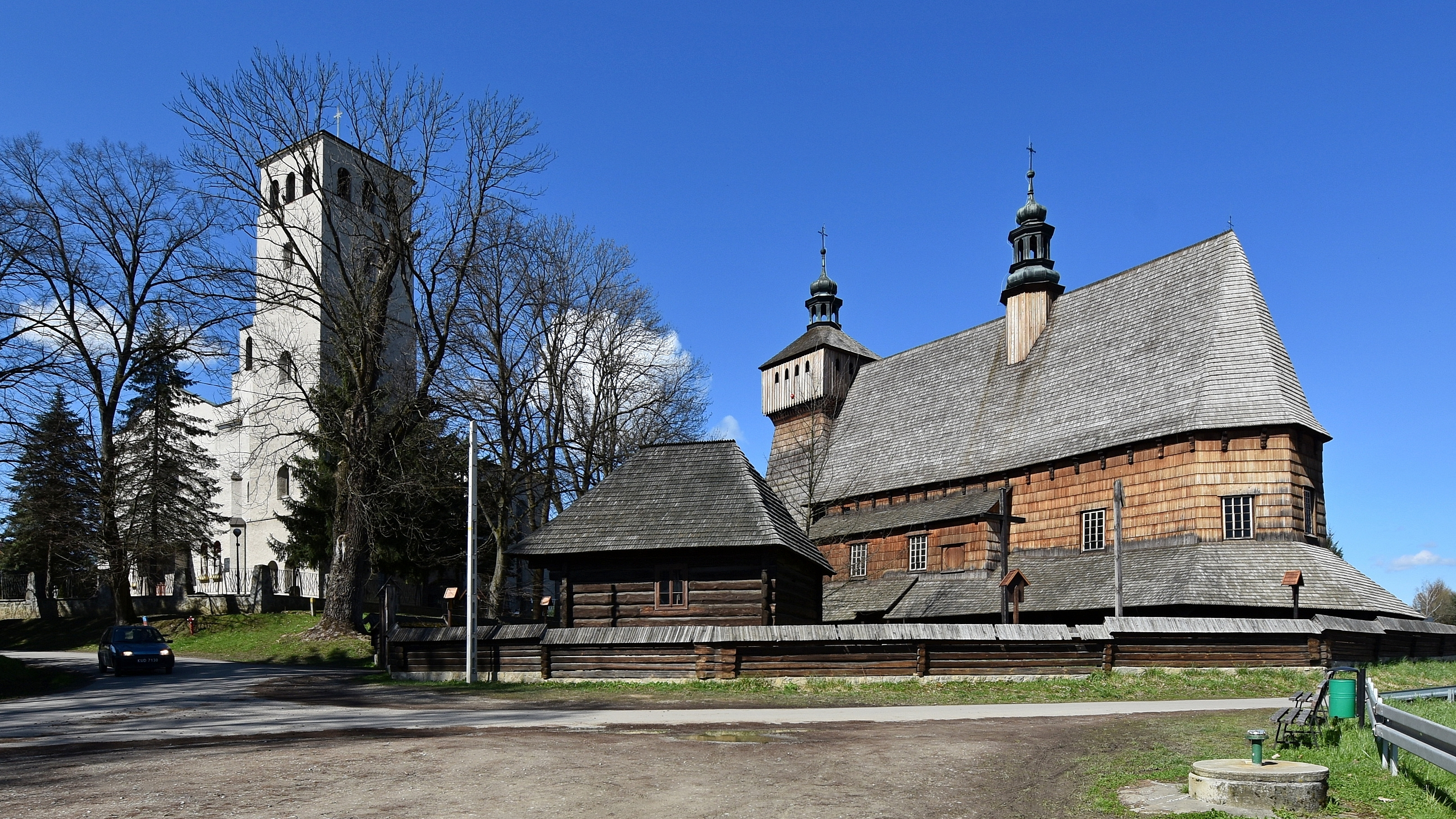
Widok ogólny
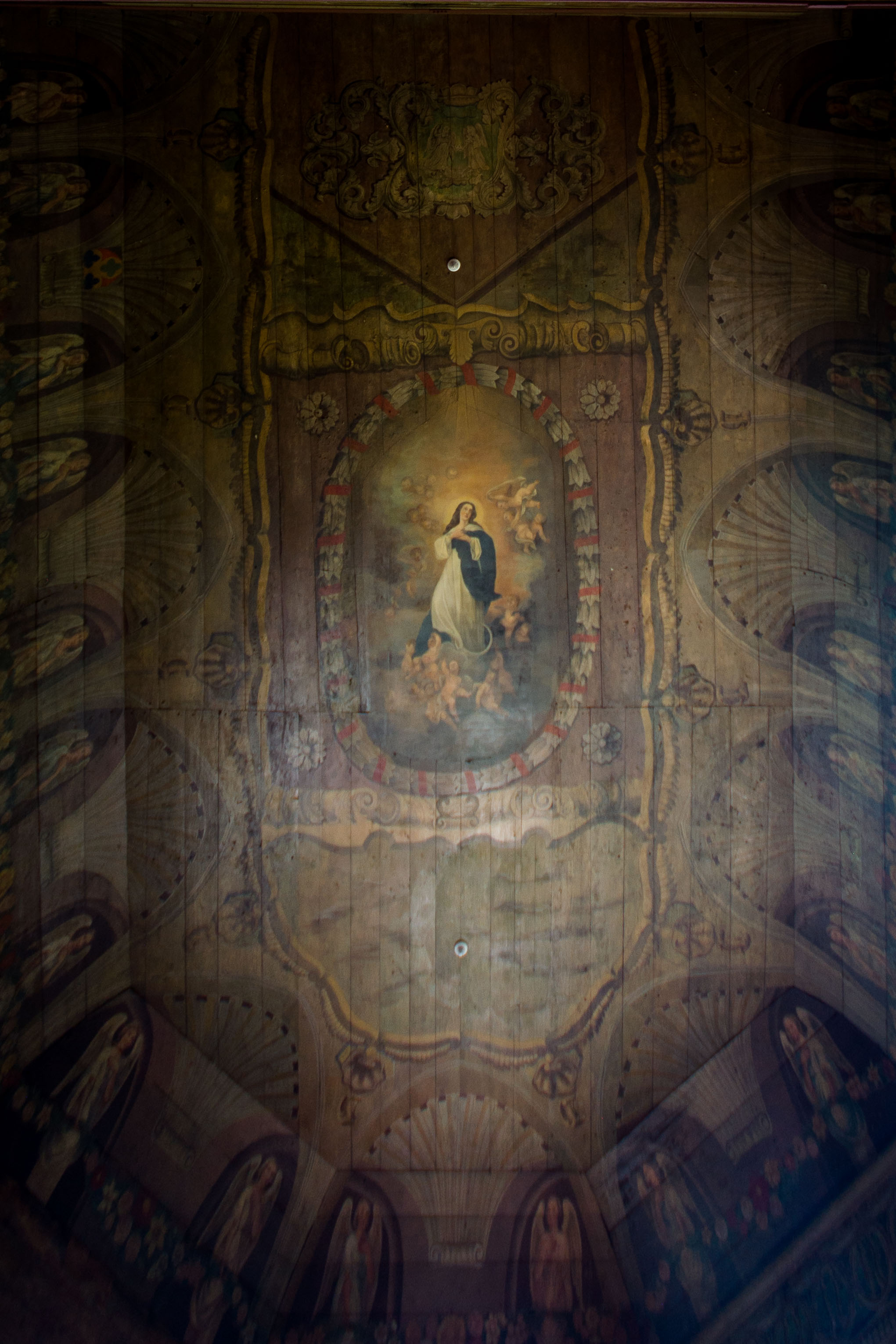
Sklepienie głównej nawy

## Architektura i wyposażenie
Jest to największy w Polsce i w Europie drewniany gotycki kościół o powierzchni zabudowanej bez późniejszych kaplic i sobót 380 m², ściany konstrukcji zrębowej na kamiennym podmurowaniu zabezpieczone Lisicelisicami przed wyboczeniami, orientowany, trójdzielny. Składa się z: prezbiterium o rozpiętości 9 m na planie wydłużonego prostokąta o trójbocznym zamknięciu z przylegającą od płn. zakrystią i kryptą pod nim; szerszej nawy o rozpiętości 12 m na rzucie zbliżonym do kwadratu z dobudowaną od płn. kaplicą Matki Boskiej Bolesnej oraz wieżą od strony zachodniej o silnie pochyłych ścianach z izbicą z ozdobnym ażurem. Wieża nakryta dachem namiotowym zwieńczonym latarnią z cebulastą kopułką. Sanktuarium i korpus nawowy nakryte jednokalenicowym, dwuspadowym dachem z ośmioboczną wieżyczką na sygnaturkę. Kościół i wieżę obiegają soboty.
Wnętrze kościoła nakryte stropem płaskim, w korpusie z zakrzywieniami wspartymi na słupach, w nawie z fasetą. Ściana tęczowa o prostokątnym wykroju. Chór muzyczny wsparty na dwóch słupach.
Oprócz wartości architektonicznych duże znaczenie posiada unikatowa polichromia figuralna z 1494 r. (najprawdopodobniej najstarsza polichromia tego typu w Europie, stanowi też największy XV-wieczny zbiór malowideł figuralnych w Polsce) oraz późniejsza z ok. 1864.
Najcenniejsze wyposażenie kościoła to:
- pierwotny późnobarokowy ołtarz główny z końca XVII w. z umieszczoną w nim gotycką rzeźbą Matki Boskiej z Dzieciątkiem (I ćw. XVI w.), który znajduje się w nowej świątyni,
- cztery ołtarze rokokowe z II połowy XVIII w.,
- gotyckie rzeźby z XV w., w tym najcenniejsza pietà z 1400,
- malowane krzyże konsekracyjne z I poł. XV w,
- kamienna chrzcielnica z XVI w,
- gotyckie portale, szczególnie jeden z misternymi okuciami drzwi[3][4].

## Otoczenie
Teren kościoła otoczony jest drewnianym parkanem zadaszonym gontem. Na terenie placu kościelnego znajduje się drewniany zabytkowy spichlerzyk plebański.
W 2003 został umieszczony wraz z kościołami w Binarowej, Bliznem, Dębnie, Lipnicy Murowanej i Sękowej na liście światowego dziedzictwa kulturalnego UNESCO potwierdzając jego wartość w skali świata, z następującym uzasadnieniem: najstarszy, największy i najlepiej zachowany gotycki kościół drewniany konstrukcji zrębowej w Europie, praktycznie niezmieniony pod względem konstrukcyjnym, z bogatym wystrojem malarskim i rzeźbiarskim; czytelne nawarstwienia form architektonicznych i dekoracyjnych od XV do XIX w.

## Kult maryjny
W kościele znajduje się kopia cudownej figury Matki Boskiej Bolesnej (oryginał w nowym kościele). Według legend ta pochodząca z ok. 1400 gotycka pietà „przyszła wodą” rzeki Wisłok (zapewne w czasie powodzi) i zatrzymała się pod starym drewnianym haczowskim kościołem. Mieszkańcy umieścili figurkę w nowej świątyni, a w zamian za to otrzymali Boską opiekę. Figura została ukoronowana w Krośnie 10 czerwca 1997 przez papieża Jana Pawła II podczas jego pielgrzymki do Polski. Intronizacji do kościoła haczowskiego koronowanej Piety dokonał kard. Józef Glemp 29 czerwca 1997 roku.

## Numizmatyka
W 2006 roku wydano dwie monety okolicznościowe z wizerunkiem kościoła. Monety te miały nominały 2 zł i 20 zł (monetę o nominale 2 złote wyemitowano w nakładzie 1 000 000 sztuk, zaś monetę o nominale 20 złotych wyemitowano w nakładzie 64 000 sztuk). Monety te wchodzą w skład serii Zabytki Kultury Materialnej w Polsce.